# História Econômica do Brasil (livro)
História Econômica do Brasil é um livro do historiador e intelectual marxista brasileiro Caio Prado Júnior, publicado pela primeira vez em 1945. A obra é considerada um dos principais estudos na busca pela compreensão da formação econômica do Brasil e suas implicações  na vida social dos brasileiros.

## Obra
O livro História Econômica do Brasil de Caio Prado Júnior é considerado um dos livros mais importantes para entender a formação econômica no Brasil e procurar entender quais as fundações da economia brasileira. De óptica marxista abrindo o diálogo com o materialismo histórico, o livro mostra as contradições brasileiras de concentração de renda, marcada pela configuração do latifúndio no país e de um passado escravagista no Brasil.
Buscando entender as origens econômicas do país, sua obra traz o dialogo da relação do imperialismo sob os países de Terceiro Mundo que acabam interferindo de maneira econômica nesses países. Com todo o panorama histórico do país, Prado Júnior passa pelo vocação da agricultura da economia brasileira, o início da agricultura e a ocupação territorial aliada com a expansão do processo de colonização do país. Ainda são abordados no livro o rompimento do escravismo no Brasil e seus efeitos na vida social e econômica do país.
A obra atinge seu máximo quando é dialogado com a crise do Liberalismo no mundo ocidental com a Primeira e a Segunda Guerra Mundial que demonstraram alguns dos limites das democracias liberais no mundo ocidental. Para Prado, com o mundo em guerra o Brasil tinha a "velha economia", uma espécie de modelo econômico pré-capitalista, fruto de uma industrialização tardia em relação as economias europeias e norte-americanas, que em termos econômicos e industriais estavam muito aquém da capacidade produtiva brasileira mesmo com a questão das guerras terem devastado boa parte do continente europeu.

## Ampliação
No ano de 1970, o livro passou por uma revisão com alguns novos tópicos realizados por Caio Prado.